# Giuseppe Morelli (filologo)
Giuseppe Morelli (Tivoli, 28 giugno 1925 – Roma, 23 maggio 2014) è stato un filologo classico italiano.

## Biografia
Allievo di Gennaro Perrotta, ha insegnato a L'Aquila, Napoli e Roma. Si occupò di letteratura greca (lirica, tragedia, poesia ellenistica) e romana, rinnovando anche gli studi sui grammatici latini, di cui valorizzò le testimonianze sulla metrica classica e sul verso saturnio.

## Opere principali
- Ricerche sulla tradizione grammaticale latina (1970)
- Metrica greca e saturnio latino (1996)
- Teatro greco e pittura vascolare (2001)
- Nomenclator metricus Graecus et Latinus (2006)
- edizione critica commentata di Cesio Basso, Atilio Fortunaziano e altri excerpta grammaticali bobbiesi (2 voll., 2011-2012, nella collana Collectanea grammatica Latina edita dall’editore G. Olms di Hildesheim e fondata dallo stesso Morelli)
- Archiloco e la correptio Attica (2017, terminato e pubblicato da P. d'Alessandro)